# Cheirolophus
Cheirolophus é um género botânico pertencente à família Asteraceae.